# James Ponder

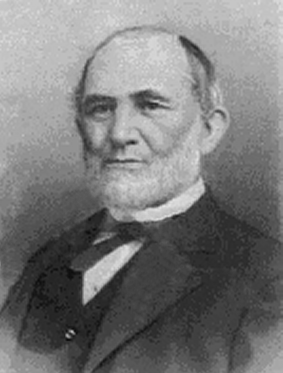
James Ponder

James Ponder (* 31. Oktober 1819 in Milton, Delaware; † 5. November 1897 ebenda) war ein US-amerikanischer Politiker und von 1871 bis 1875  Gouverneur des Bundesstaates Delaware.

## Frühe Jahre und politischer Aufstieg
James Ponder besuchte in Georgetown und Lewes private Schulen. Er übernahm das Geschäft seines Vaters und erweiterte es um den Schiffbau, die Landwirtschaft und das Bankwesen. Er wurde Präsident der Eisenbahngesellschaft Queen’s Anne Railroad und der Georgetowns Farmer’s Bank. James Ponder war Mitglied der Demokratischen Partei. Zwischen 1857 und 1859 war er für eine Legislaturperiode Abgeordneter im Repräsentantenhaus von Delaware. In den Jahren 1864 bis 1869 gehörte er dem Staatssenat an und im Jahr 1870 wurde er als Kandidat seiner Partei zum Gouverneur seines Staates gewählt.

## Gouverneur von Delaware
James Ponder trat seine vierjährige Amtszeit am 17. Januar 1871 an. In seiner Amtszeit erhielten verheiratete Frauen zusätzliche juristische Rechte. Der Alkoholverkauf wurde ausschließlich den Hotels gestattet. Ein anderes Gesetz verbot es allen Menschen, die nicht Bürger von Delaware waren, in diesem Staat zu fischen oder zu angeln. Das Hauptproblem in Ponders Regierungszeit war aber das Spannungsverhältnis mit der Bundesregierung und die Rassenpolitik. Delaware weigerte sich, den 13. Verfassungszusatz zu ratifizieren. Dies geschah erst im Jahr 1901. Als Nächstes machte man den Schwarzen ihr Wahlrecht streitig. Bei den Wahlen des Jahres 1870 hatte man die Wählerverzeichnisse so geschickt manipuliert, dass die meisten Afroamerikaner nicht wählen durften. Das Ergebnis war, dass alle Sitze im Repräsentantenhaus von Delaware an die Demokraten fielen. Im Jahr 1872 entsandte Präsident Ulysses S. Grant Truppen, um diesen Missständen Abhilfe zu schaffen. Dadurch konnten dann einige Mitglieder der Republikanischen Partei gewählt werden. Das führte zu weiteren Spannungen in Delaware. Als Resultat wurden sogenannte „Poll-Tax“-Gesetze verabschiedet, die das Wahlrecht an die Zahlung von Steuern koppelten und deren Sinn es war, die schwarze Bevölkerung von den Wahlen auszuschließen.

## Weiterer Lebenslauf
Nach dem Ende seiner Amtszeit am 19. Januar 1875 zog sich Ponder aus der Politik zurück. Er widmete sich wieder seinen privaten Angelegenheiten und starb im November 1897. Mit seiner Frau Sallie Waples hatte er vier Kinder.  
James Ponder war der Schwager von Willard Saulsbury, der von 1859 bis 1871 Senator im US-Kongress gewesen war. Saulsbury schied 1871 wegen Alkoholproblemen aus dem Senat aus. Daraufhin wurde er von seinem Schwager, der damals noch Gouverneur war, zum „Chancellor of Delaware“ ernannt. Diese Ernennung war seinerzeit auch wegen des Alkoholproblems von Saulsbury heftig umstritten. Saulsbury schaffte es aber, sein Problem zu überwinden.